# Liste der Baudenkmale in Häuslingen
In der Liste der Baudenkmale in Häuslingen sind alle Baudenkmale der niedersächsischen Gemeinde Häuslingen im Landkreis Heidekreis. Der Stand der Liste ist das Jahr 2021.

## Baudenkmale in den Ortsteilen

### Groß Häuslingen
| Lage                                                | Bezeichnung                             | Beschreibung | ID       | Bild |
| --------------------------------------------------- | --------------------------------------- | --- | -------- | ---- |
| Dorfringstraße 1 52° 48′ 17″ N, 9° 23′ 11″ O        | Scheune/Stall                           | teilweise abgerissen nicht mehr im Denkmalatlas verzeichnet (03.10.21) |          | BW   |
| Dorfringstraße 3 52° 48′ 21″ N, 9° 23′ 8″ O         | Wohnwirtschaftsgebäude                  | | 32781271 | BW   |
| Dorfstraße 1 52° 48′ 32″ N, 9° 23′ 39″ O            | Scheune/Stall                           | | 32782137 | BW   |
| Dorfstraße 6 52° 48′ 31″ N, 9° 23′ 27″ O            | Wohnwirtschaftsgebäude                  | nicht mehr im Denkmalatlas verzeichnet (03.10.21) |          | BW   |
| Dorfstraße 15 52° 48′ 21″ N, 9° 23′ 19″ O           | Speicher                                | | 32782160 | BW   |
| Dorfstraße 18 52° 48′ 16″ N, 9° 23′ 7″ O            | Meierhof                                | | 32781339 | BW   |
| Dorfstraße 31 52° 48′ 13″ N, 9° 23′ 12″ O           | Baudenkmalgruppe Hofanlage Dorfstraße 3 | | 32686306 | BW   |
| Dorfstraße 31 52° 48′ 13″ N, 9° 23′ 13″ O           | Wohnwirtschaftsgebäude                  | | 32782111 | BW   |
| Dorfstraße 31 52° 48′ 13″ N, 9° 23′ 11″ O           | Scheune                                 | | 32781773 | BW   |
| Dorfstraße 31 52° 48′ 12″ N, 9° 23′ 10″ O           | Scheune                                 | | 32686306 | BW   |
| Dorfstraße 31 52° 48′ 11″ N, 9° 23′ 8″ O            | Scheune                                 | | 32781364 | BW   |
| Dorfstraße 31 52° 48′ 12″ N, 9° 23′ 13″ O           | Keller                                  | | 32781801 | BW   |
| Dorfstraße 31 52° 48′ 12″ N, 9° 23′ 14″ O           | Brunnen                                 | | 32781673 | BW   |
| Hauptstraße 2 52° 48′ 13″ N, 9° 24′ 0″ O            | Wohnhaus                                | | 32781874 | BW   |
| Hauptstraße 3 52° 48′ 13″ N, 9° 23′ 57″ O           | Wohnhaus                                | Die ehemalige Direktoren-Villa (Kali Salz) ist heute im Privatbesitz. Sie wurde im Jahr 2011 von einem hannoverschen Dip. Ing. Architekt erworben und ein Jahr lang umfangreich saniert. Sie ist heute das Wohnhaus der Architekten-Familie. | 32781896 | BW   |
| Heesterberg 52° 48′ 47″ N, 9° 23′ 31″ O             | Ehrenfriedhof Kriegsgräberstätte        | | 32781856 | BW   |
| Schulstraße 1 52° 48′ 32″ N, 9° 23′ 30″ O           | Schule                                  | | 32781918 |      |
| Schulstraße/Hauptstraße 52° 48′ 39″ N, 9° 23′ 30″ O | Kriegerdenkmal                          | | 32781821 | BW   |

### Häuslingen
| Lage                             | Bezeichnung | Beschreibung | ID       | Bild |
| -------------------------------- | ----------- | ------------ | -------- | ---- |
| L 159 52° 49′ 16″ N, 9° 22′ 6″ O | Grenzstein  |              | 32781839 | BW   |

### Klein Häuslingen
| Lage                                         | Bezeichnung      | Beschreibung | ID       | Bild |
| -------------------------------------------- | ---------------- | ------------ | -------- | ---- |
| 52° 48′ 46″ N, 9° 21′ 25″ O                  | Gut I Schafstall |              | 32781294 | BW   |
| Schwarzer Weg 1b 52° 48′ 46″ N, 9° 21′ 25″ O | Gut I Wohnhaus   |              | 32781437 | BW   |
| Schwarzer Weg 3 52° 48′ 52″ N, 9° 21′ 41″ O  | Gut II           |              | 32686281 | BW   |
| Schwarzer Weg 4 52° 48′ 56″ N, 9° 21′ 34″ O  | Gut IV Backhaus  |              | 32781414 | BW   |